# Limite administrative de la généralité de Montauban
 (janvier 2020).
Si vous disposez d'ouvrages ou d'articles de référence ou si vous connaissez des sites web de qualité traitant du thème abordé ici, merci de compléter l'article en donnant les références utiles à sa vérifiabilité et en les liant à la section « Notes et références ».
La limite administrative de la généralité de Montauban définit le territoire de cette circonscription administrative du royaume de France, établie en 1635 sous le règne de Louis XIII et supprimée en 1790, au début de la Révolution française. La généralité de Montauban, la plus vaste du royaume à sa création, subit un démembrement en 1715 au profit de la généralité d'Auch.
La généralité, dirigée par un intendant, est la circonscription administrative la plus récente instituée dans le royaume de France à l'époque moderne (à partir du XVIe siècle). Comme toutes les circonscriptions d'Ancien Régime au-dessus des paroisses, fondements des communes, elle disparait en 1790 du fait de la mise en place des départements par l'Assemblée nationale constituante. Une généralité est subdivisée en élections.

## Le territoire de la généralité de Montauban

### De 1635 à 1715
Jusqu'en 1715, le ressort de la généralité de Montauban correspond aux actuels départements de l'Aveyron et du Lot, incluant de plus une partie des départements du Tarn-et-Garonne pour la partie nord-est, et à un certain nombre de territoires recoupant les départements actuels du Gers, du Lot-et-Garonne, de l'Ariège, des Hautes-Pyrénées et de la Haute-Garonne pour la partie sud-ouest.
Ce territoire a approximativement la forme des ailes déployées d'un papillon, qui se joignent sur seulement quelques kilomètres au niveau de la ville de Moissac, non loin du chef-lieu, Montauban, situé à 50 km au nord de Toulouse :  
- la partie nord, constituée des anciennes provinces du Quercy et du Rouergue, correspond à ce qui est aujourd'hui le territoire des départements de l'Aveyron, du Lot et pour partie à celui du Tarn-et-Garonne ;
- la partie sud incluant :
  - l'Armagnac (Gers),
  - l'Astarac et la Lomagne (Gers et Lot-et-Garonne),
  - le Pays de Foix (Ariège),
  - divers territoires éparpillés, les élections du Comminges, du Nébouzan et de Rivière-Verdun, sur ce qui correspond aujourd'hui pour partie aux départements des Hautes-Pyrénées et de la Haute-Garonne.

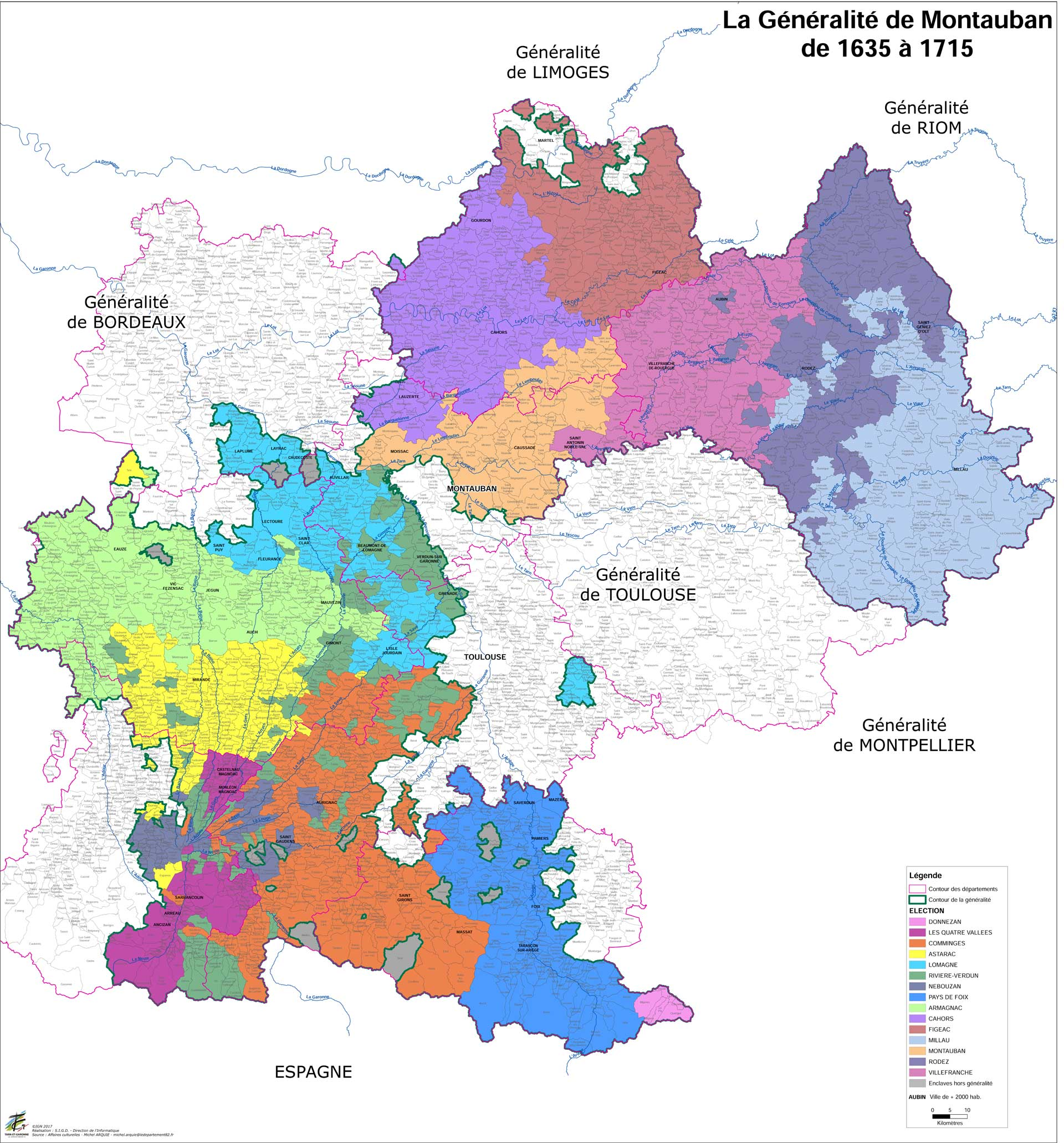
Carte de la généralité de Montauban et de ses élections entre 1635 et 1715.

### De 1716 à 1790
En 1716, la partie sud-ouest est détachée de la généralité de Montauban pour former la généralité d'Auch. 
Réduite au Quercy et au Rouergue, sous le nom de Haute-Guyenne[pas clair], la généralité se voit adjoindre la vicomté de Turenne, qui est rattachée à l'élection de Figeac en 1736.

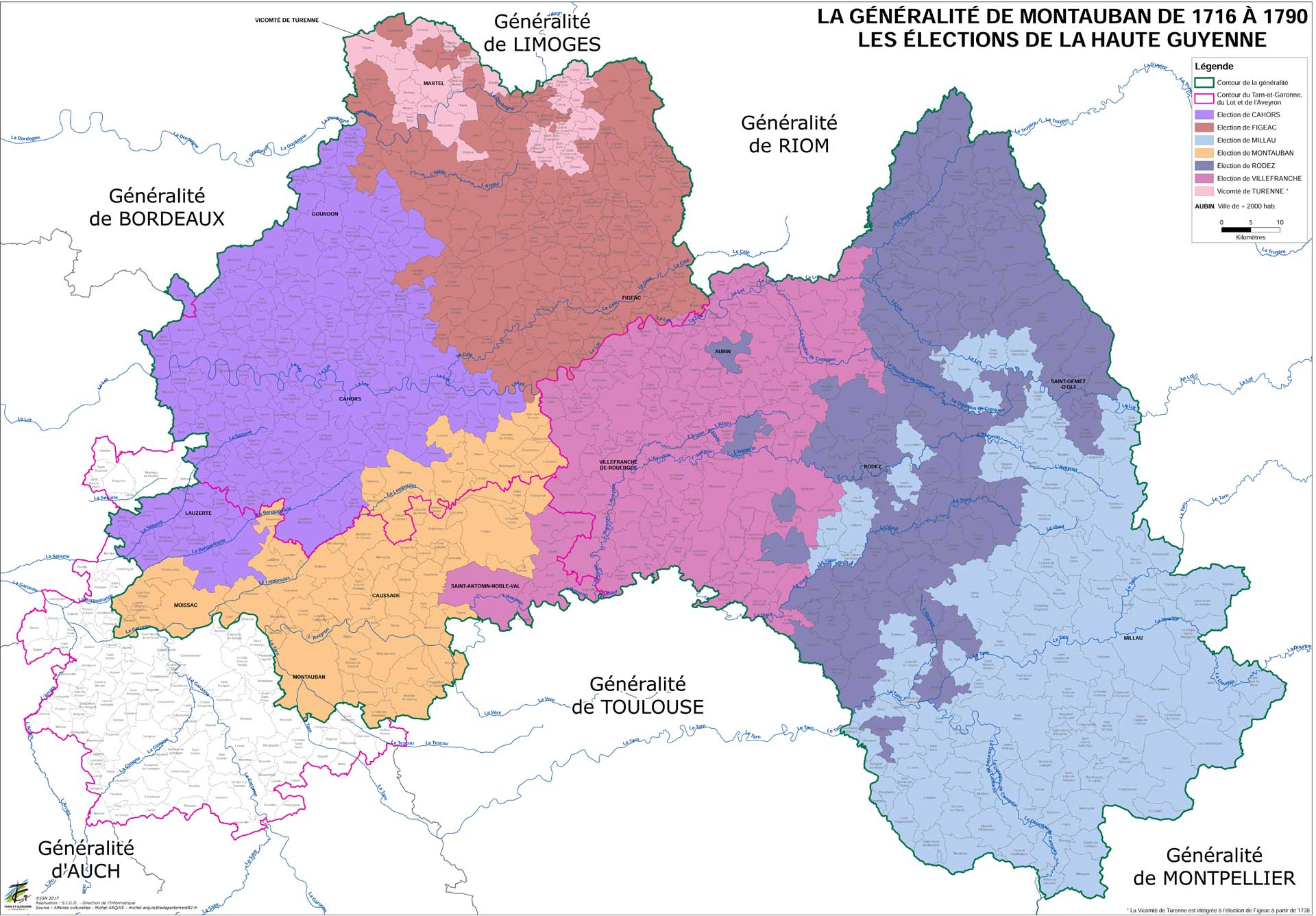
Carte de la généralité de Montauban et de ses élections de 1716 à 1790.

## Sources documentaires (cartes anciennes et dénombrements)
- Carte de Hubert Jaillot, Les généralités de Montauban et de Toulouse, 1717[1] ;
- Carte de Capitaine, La généralité de Montauban, 1785 ;
- Claude Saugrain, Dénombrement du royaume par généralités, élections, paroisses et feux, 1709 et 1735[2].